# فابیو ویرا
فابیو ویرا (انگلیسی: Fábio Vieira؛ زادهٔ ۳۰ مهٔ ۲۰۰۰) بازیکن فوتبال اهل پرتغال است.که در باشگاه فوتبال آرسنال بازی می‌کند.
وی همچنین در تیم‌های ملی فوتبال زیر ۱۸ سال پرتغال، زیر ۲۰ سال پرتغال، و زیر ۲۱ سال پرتغال بازی کرده‌است.

## افتخارات
جوانان پورتو
- لیگ جوانان یوفا (۱): ۱۹-۲۰۱۸

پورتو
- لیگ برتر پرتغال (۲): ۲۰-۲۰۱۹ و ۲۲-۲۰۲۱
- جام حذفی پرتغال (۱): ۲۲-۲۰۲۱

آرسنال
- جام خیریه انگلستان (۱): ۲۰۲۳